# 25399 Vonnegut
25399 Vonnegut è un asteroide della fascia principale. Scoperto nel 1999, presenta un'orbita caratterizzata da un semiasse maggiore pari a 2,5824391 UA e da un'eccentricità di 0,0907755, inclinata di 22,52468° rispetto all'eclittica.